# Чалий Олександр Микитович
Олекса́ндр Мики́тович Ча́лий (1918 — 27 грудня 1943) — радянський військовик часів Другої світової війни, командир відділення 42-го окремого саперного батальйону 136-ї стрілецької дивізії 38-ї армії, єфрейтор. Герой Радянського Союзу (1944).

## Життєпис
Народився 1918 року в селі Леміщине, нині Золочівського району Харківської області, в селянській родині. Українець. Після закінчення школи працював у колгоспі.
До лав РСЧА призваний Богодухівським РВК у жовтні 1939 року. Учасник німецько-радянської війни з 5 березня 1942 року. Воював на Волховському і Воронезькому фронтах. Член ВКП(б), був парторгом роти.
Під час форсування Дніпра 1—3 жовтня 1943 року єфрейтор О. М. Чалий під безперервним вогнем супротивника здійснив понад двадцять рейсів човном через Дніпро, переправляючи піхоту, озброєння і набої.
Надалі дивізія була виведена із захопленого плацдарму на острові Козачому і перекинута на Лютізький плацдарм. Єфрейтор О. М. Чалий, виконуючи обов'язки командира відділення, протягом трьох діб безперервно перебував на пункті переправи. Під мінометно-кулеметним вогнем та під час авіаційних нальотів регулював розподіл підрозділів, що переправлялись, по засобах переправи. Завдяки його планомірним чітким діям переправа не припиняла свою роботу навіть під час артобстрілів і нальотів ворожої авіації.
Молодший сержант О. М. Чалий загинув у бою 27 грудня 1943 року. Похований у селі Германівка Обухівського району Київської області.

## Нагороди
Указом Президії Верховної Ради СРСР від 10 січня 1944 року «за успішне форсування річки Дніпро, міцне закріплення і розширення плацдарму на західному березі річки Дніпро та виявлені при цьому відвагу і героїзм», єфрейторові Чалому Олександру Микитовичу присвоєне звання Героя Радянського Союзу (посмертно).
Нагороджений орденом Леніна (10.01.1944) і медаллю «За відвагу» (05.10.1943).